# Theosophische Gesellschaft Adyar
Die Theosophische Gesellschaft Adyar, englisch The Theosophical Society – Adyar (Adyar-TG bzw. TS Adyar), ist eine theosophische Organisation, die sich aus der  Theosophischen Gesellschaft (TG) entwickelte. Der Sitz befindet sich in Adyar in Indien. Sie ist heute die mit Abstand größte TG und in mehr als 60 Ländern der Welt aktiv, darunter auch in Deutschland, Österreich und der Schweiz. Neben ihrem klassischen Wirkungsspektrum im Bereich Esoterik und Religion übte sie im Laufe ihrer Geschichte großen Einfluss auf Gesellschaft, Politik, Kunst und Wissenschaft aus. Interne Streitigkeiten wie auch eine Reihe von Skandalen trübten jedoch die Ausstrahlungskraft der Organisation.

Siegel der Adyar-TG mit der Maxime Keine Religion ist höher als die Wahrheit

## Vorgeschichte

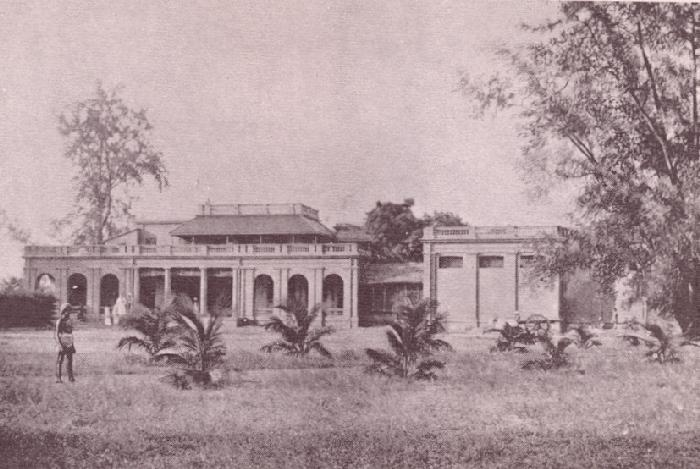
Das Hauptgebäude der TG in Adyar im Jahr 1890

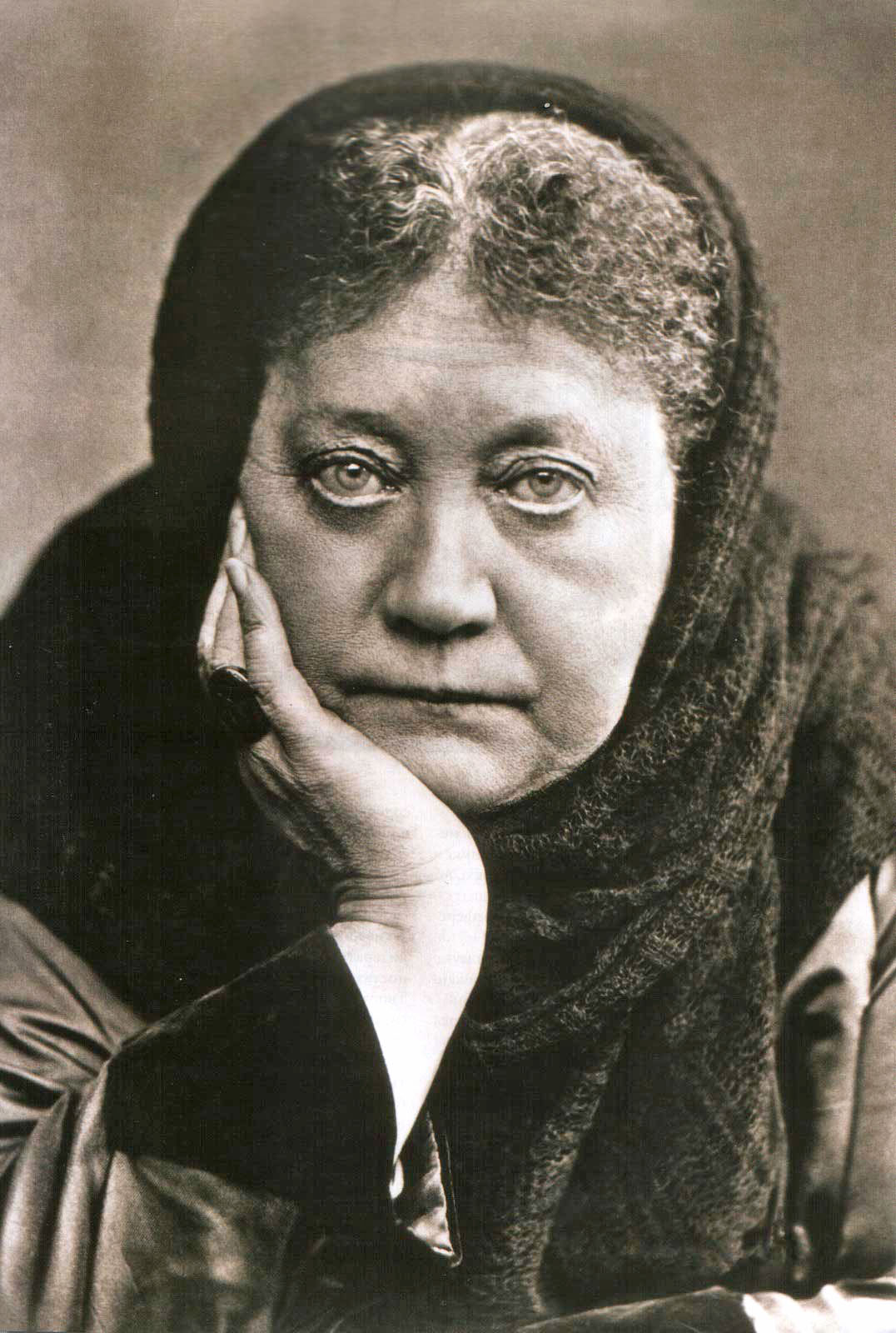
Helena Petrovna Blavatsky

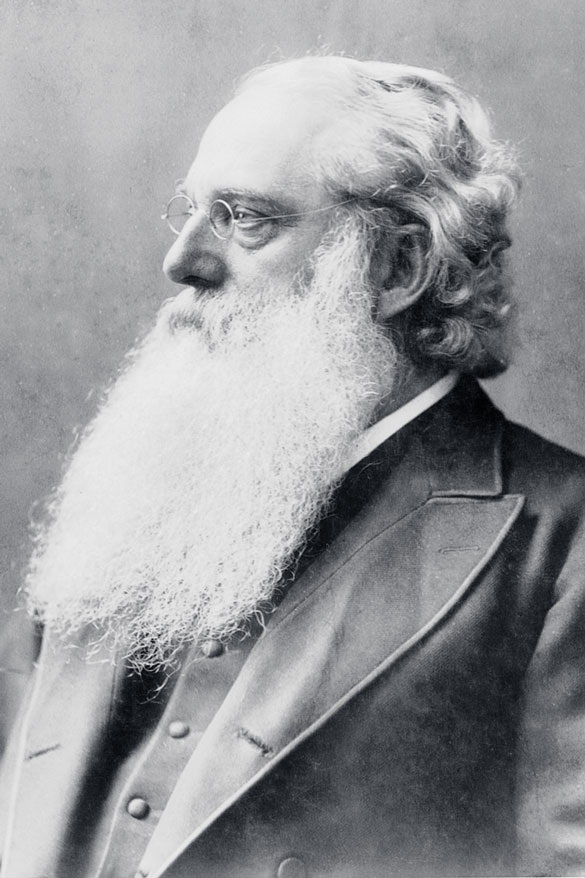
Henry Steel Olcott

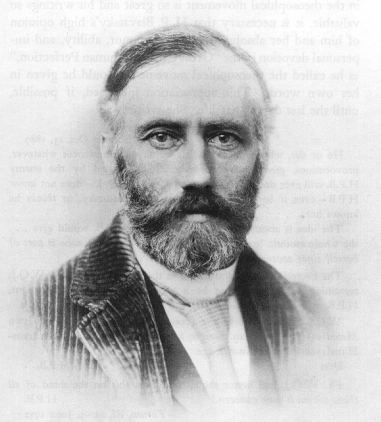
William Quan Judge

Die Gründung der Theosophischen Gesellschaft (TG) erfolgte am 17. November 1875 in New York. Bedeutendste Gründer und Protagonisten der ersten Jahrzehnte waren Helena Blavatsky, Henry Steel Olcott und William Quan Judge, wobei Olcott das Amt des Präsidenten ausübte. Nach anfänglichen Schwierigkeiten konnte sich die TG etablieren und erste Tochtergesellschaften (Logen) gründen. Eine Verbindung mit dem Arya Samaj führte 1878 zur Theosophical Society of the Arya Samaj und 1879 zur Übersiedlung Blavatskys und Olcotts nach Indien. Nach der Gründung der ersten theosophischen Loge Indiens in Mumbai durch die beiden Theosophen holten sie 1879 das Hauptquartier von New York dorthin und gaben die Monatszeitschrift The Theosophist heraus. Damit verlagerte sich der Schwerpunkt der Aktivitäten auf Südasien. 1882 kauften Blavatsky und Olcott für 600 Pfund ein 27 Acre (etwa elf Hektar) großes Grundstück mit drei kleinen Gebäuden in Adyar, am Ufer des Adyar River, und verlegten im Dezember 1882 das Hauptquartier der TG an diesen Ort. In den folgenden Jahren bürgerte sich in theosophischen Kreisen allmählich Adyar als ein Symbol für die TG schlechthin ein. Das Wachstum der Organisation sowie die damit gleichlaufende Reifung Blavatskys und Olcotts brachte in den 1880er Jahren eine Anpassung der Ziele der Theosophischen Gesellschaft mit sich, welche schließlich ganz wesentlich die Expansion in diesem Jahrzehnt in Indien und Sri Lanka und in den 1890er Jahren in Europa und Amerika förderte.
Laut theosophischer Anschauung war die TG im Auftrag sogenannter Meister der Weisheit gegründet worden; diese sollen auch die Entwicklung der TG geführt und geleitet haben. Diese Meister waren angeblich die Lehrer Blavatskys und Verfasser zahlreicher Meisterbriefe, die eine Reihe von führenden Theosophen, vor allem Alfred Percy Sinnett und Allan Octavian Hume, erhalten haben. Die Meister standen bei den Theosophen in hohem Ansehen, wie auch die Meisterbriefe im Lehrgebäude der TG ihren festen Platz haben. Die Coulomb-Affäre im Jahre 1884 und der daran anschließende Hodgson Report 1885, beide im Zusammenhang mit den Meisterbriefen, hatten verheerende Auswirkungen auf die Reputation der TG und führten zur Abreise Blavatskys nach Europa und zum Verlust ihres Einflusses. 1885 waren Theosophen und die TG an der Gründung des Indischen Nationalkongresses (INC) beteiligt und jahrzehntelang dem indischen Unabhängigkeitskampf verbunden. Um ihren Einfluss wieder auszubauen, gründete Blavatsky 1888 in London die Esoterische Sektion (Esoteric Section oder Esoteric School of Theosophy oder Eastern School of Theosophy – E.S. oder E.S.T.) als eigenständige Körperschaft neben der TG; sie war nominell von dieser unabhängig. Am 27. Mai 1891 übernahmen Judge und Annie Besant die Leitung der E.S.
In den Jahren 1894 und 1895 kam es zur Judge Case, einer Reihe von Missverständnissen, Einflussnahmen und Machtkämpfen zwischen Judge einerseits und Olcott und Besant andererseits, die schließlich am 28. April 1895 mit der Spaltung der TG in zwei konkurrierende Organisationen endete, einerseits die Theosophische Gesellschaft in Amerika (TGinA) unter der hierarchischen Führung Judges und andererseits die demokratischere Theosophische Gesellschaft Adyar (Adyar-TG) unter Olcott. Dieses Schisma war nur der Auftakt für eine Reihe weiterer Spaltungen, die zu einer Vielzahl von unterschiedlichen TGs führte.

## Geschichte der Adyar-TG

### Unter Henry Steel Olcott
Wie bereits erwähnt, hatte sich in theosophischen Kreisen Adyar als Synonym für die TG etabliert. Durch das Schisma vom 28. April 1895 waren nun zwei TGs entstanden und die Bezeichnung Adyar-TG zur Unterscheidung notwendig geworden. Dies wurde umso wichtiger, als in den folgenden Jahrzehnten durch neuerliche Spaltungen eine Reihe weiterer TGs entstanden, wovon mehrere sich ebenfalls Theosophische Gesellschaft nannten. Der 28. April kann somit als Entstehungstag der Adyar-TG betrachtet werden, heute nennt sich die Adyar-TG selbst The Theosophical Society – Adyar. Da sich das Hauptquartier der TG seit 1882 in Adyar befand und durch Olcott die Führung kontinuierlich blieb, wurde und wird die nunmehrige Adyar-TG häufig mit der TG von 1875 gleichgesetzt. Alle Verdienste, aber auch die Skandale der Zeit von 1875 bis 1895 werden üblicherweise der Adyar-TG zugerechnet. Diesen Standpunkt, rechtmäßiger Nachfolger der ursprünglichen TG zu sein, nahm viele Jahrzehnte lang auch die Adyar-TG für sich selbst in Anspruch. Diese Auffassung wich in der Adyar-TG nach und nach differenzierteren Betrachtungsweisen. Kritisiert und bestritten wird dieses Recht allerdings von anderen TGs, die ihrerseits nach wie vor behaupten, jeweils alleinige Erbin der „wahren“ und „echten“ Theosophie zu sein.
Knapp ein Jahr nach dem Schisma, im März 1896, starb Judge. Damit war Olcott der letzte lebende der „drei Gründer“ (Blavatsky, Olcott, Judge). Durch seine umfangreiche, weltweite Tätigkeit beim Aufbau der Theosophischen Gesellschaft war seine Person für den größten Teil der Theosophen eine wichtige Integrationsfigur. Die weltweite Verbreitung der TG Adyar, ihre Offenheit den asiatischen und europäischen Religionen und Philosophien gegenüber sowie ihr Festhalten an demokratischer Organisationsstruktur führte zu einer besonderen Attraktivität der Adyar-TG gegenüber der TGinA und damit zu stärkerem Mitgliederzuwachs. Dazu kamen Streitigkeiten bei der TGinA wegen Judges Nachfolge und der Neuorientierung zu sozialem Engagement unter Katherine Tingley. Eine Reihe von Logen wandte sich deshalb in den folgenden Jahren von der TGinA ab und schloss sich der Adyar-TG an. So überrundete die Adyar-TG die TGinA in den USA bereits Anfang 1900 sowohl an Mitglieder- als auch Logenzahl. Erst am 3. April 1905 ließ Olcott die Adyar-TG in Chennai als Körperschaft eintragen, bis zu diesem Zeitpunkt war aus rechtlicher Sicht New York Sitz der Organisation gewesen.
Olcott förderte während seiner Präsidentschaft vor allem den Buddhismus. Bei seinem Tod 1907 hatte die Adyar-TG weltweit rund 650 Logen und Zentren in Betrieb.

### Unter Annie Besant

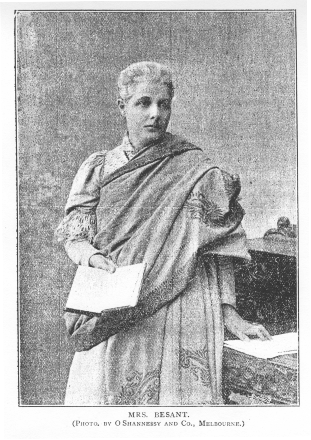
Annie Besant

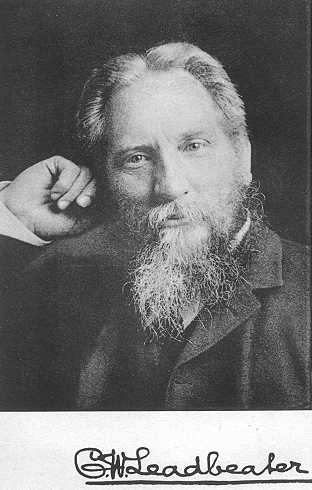
Charles Webster Leadbeater

Nach dem Tod Olcotts am 17. Februar 1907 bewarben sich Bertram Keightley und Annie Besant um das Präsidentenamt. Keightley verzichtete schließlich auf seine Kandidatur, Besant war damit die einzige, die zur Wahl stand, und entschied diese mangels Alternative klar für sich. Als enge Vertraute Blavatskys während deren letzten zwei Lebensjahre hatte sie beträchtlichen Einfluss gewonnen und durch ihr selbstbewusstes Auftreten und ihre blendende Rednergabe in den folgenden Jahren ihre Autorität noch weiter ausgebaut. Schon vor ihrer Zeit als Mitglied der Theosophischen Gesellschaft hatte Besant starke Sympathien für den Hinduismus und Reformsozialismus entwickelt, welche sie in die Gesellschaft über Vorträge und Bücher einbrachte. Um die Jahrhundertwende überwand sie die in der TG seit Blavatsky vorherrschenden negativen Einstellungen gegenüber dem esoterischen Christentum.
In den ersten Jahren nach der Gründung der TG im Jahre 1875 stand die Erforschung des Okkultismus im Vordergrund, doch seit etwa 1878 propagierte Olcott vor allem den Buddhismus in der TG. Durch das Ausscheiden Judges infolge der Judge Case gewann Besant weiter an Gewicht und ihre Hinwendung zum Hinduismus wirkte sich seit etwa 1894 zusehends stärker in Form einer Richtungsänderung in der nun mehrigen Adyar-TG aus. Nach der Entdeckung Jiddu Krishnamurtis durch Charles Webster Leadbeater und der Gründung des Order of the Star in the East für den neuen „Weltenlehrer“ kam es unter Besant zu einem neuerlichen Kurswechsel der Adyar-TG. Seit etwa 1911 stand nun das Kommen eines „neuen Christus“ (Maitreya) im Vordergrund.
Unter der autokratischen Leitung Katherine Tingleys wurden von ihrer TGinA viele Angriffe gegen die TG Adyar geführt. Insbesondere Leadbeater und Besant wurden des Verrats an der reinen Lehre der Blavatsky-Theosophie und der Meister der Weisheit beschuldigt, von der niemand abweichen dürfe. Leadbeater hatte jungen Theosophen, die ihn auf Vortragsreisen begleiteten und von erotischen Phantasien geplagt wurden, Masturbation als Hilfsmittel empfohlen, um die Phantasien beherrschbar zu machen. Dies wurde von Leadbeater nie bestritten.
Nach Bekanntwerden solcher Empfehlungen Anfang 1906 wurde Leadbeater beschuldigt, homosexuelle Beziehungen zu seinen Schülern gehabt zu haben, was seinen „freiwilligen“ Austritt infolge eines Ehrengerichtsverfahrens aus der Adyar-TG zur Folge hatte, um Schaden von dieser abzuwenden. Dieses Gerichtsverfahren und ein zweites endeten mit dem Freispruch Leadbeaters. Später stellte sich heraus, dass die Verbreitung der Anschuldigungen wie auch das Gerichtsverfahren der Vormundschaftsklage gegen Annie Besant von Katherine Tingley bezahlt worden waren. Bereits 1907 entschuldigte sich H.S.Olcott bei Leadbeater. Besant setzte dann gegen den Widerstand zahlreicher Theosophen im Januar 1909 die Wiederaufnahme Leadbeaters durch. Dies führte zum Ausscheiden von George Robert Stow Mead und der Abspaltung der Quest Society. Der Kult um Krishnamurti und den Order of the Star in the East war wiederum eine der Begründungen für die endgültige Abspaltung der Anthroposophischen Gesellschaft unter Rudolf Steiner 1912/13. Weitere Spaltungen finden sich im Kapitel Spaltungen/Trennungen von der Adyar-TG.
Besant erweiterte durch Zukäufe den von Blavatsky erworbenen Grundbesitz der Adyar-TG in Adyar von 27 Acres auf 270 Acres (109,27 Hektar 1,09 km²). Sie gründete im Jahr 1908 die Druckerei Vasanta Press und 1913 den Verlag Theosophical Publishing House, die bis heute bestehen und theosophische Literatur publizieren. Die spirituellen Zentren Krotona in Ojai, Manor in Sydney, und St. Michael’s in Naarden, die ebenfalls heute noch aktiv sind, wurden unter Besants Präsidentschaft ins Leben gerufen. Pädagogische Kinder- und Jugendarbeit, Erziehung und schulische Ausbildung sowie soziales Engagement erhielten unter Besant für die Adyar-TG großen Stellenwert. Eine Reihe von Schulen, Colleges und Universitäten, Kinder-, Jugend- und Hilfsorganisationen wie auch Frauenrechts- und -hilfegruppen sowie caritative Einrichtungen wurden ins Leben gerufen. Diese waren zum Teil autonom, standen und stehen aber meist unter indirektem Einfluss der Adyar-TG. Insbesondere die Reformpädagogik und Frauenbewegung erhielten wichtige Impulse und Hilfe aus dem theosophischen Bereich. Anders als in der Waldorfschulen-Bewegung wurde auf die von den Adyar-Theosophen geförderte Montessori-Schulen-Bewegung keinerlei weltanschaulicher Einfluss genommen. Eine Übersicht findet sich im Kapitel Vorfeld- und Nebenorganisationen.
Auf politischem Gebiet erreichte der Einfluss der Adyar-TG in Südasien um 1917/18 einen Höhepunkt. Besant wurde 1917 zur Präsidentin des Indischen Nationalkongresses (INC) gewählt, dazu war eine Reihe von INC-Mitgliedern Theosophen. Weltweit gesehen erreichte der theosophische Einfluss um 1920 seinen Gipfelpunkt. Die Auflösung des Order of the Star in the East 1929 marginalisierte die Glaubwürdigkeit und damit den Einfluss der Adyar-TG für das nächste Jahrzehnt. Nach Besants Tod 1933 war ihr Nachfolger George Arundale hauptsächlich mit der Konsolidierung und Aufarbeitung der Krishnamurti-Ära zu sehr beschäftigt, als dass er sich neuer Projekte hätte widmen können.

### Nach Besants Tod 1933
Der Tod Besants im Jahr 1933, gefolgt vom Ableben Leadbeaters 1934, markierte eine Zäsur in der Geschichte der Adyar-TG. Mit ihrem Tod ging die Zeit der „großen Führer“, also der charismatischen Persönlichkeiten in der Adyar-TG zu Ende. Keiner der nachfolgenden Präsidenten oder leitenden Mitarbeiter strahlte auch nur annähernd jene Dynamik aus oder konnte eine ähnliche Wirkkraft entfalten wie die erste und zweite theosophische Generation. Die jeweiligen Präsidenten bereisten die Welt, hielten Vorträge und Kongresse ab, publizierten zum Teil eine Reihe von Büchern, doch die Zeiten stürmischen Wachstums und weltweiten Einflusses waren vorbei.
| - 1875–1907 = Henry Steel Olcott - 1907–1933 = Annie Besant - 1934–1945 = George Arundale | - 1946–1953 = Curuppumullage Jinarajadasa - 1953–1973 = N. Sri Ram - 1973–1979 = John Coats | - 1980–2013 = Radha Burnier - 2014–0000 = Tim Boyd |

Bislang kam es noch nie zu einer Abwahl eines amtierenden Präsidenten, alle wurden nach Ablauf der siebenjährigen Amtszeit wiedergewählt und übten die Funktion bis zu ihrem Tod aus. Ausnahmen waren Jinarajadasa, der aus gesundheitlichen Gründen für keine zweite Amtszeit kandidierte und Coats, der während seiner ersten Amtszeit starb.

### Die Adyar-TG im deutschsprachigen Raum

#### Deutschland
Bereits 1879, also nur vier Jahre nach der Gründung der TG in New York, rief Harald Wiesendanger in Hamburg die theosophische Loge Isis ins Leben. Der Name war offensichtlich an Blavatskys Werk Isis entschleiert angelehnt, diese Studiengruppe konzentrierte sich vor allem auf dieses Werk. Wiesendanger war allerdings nicht im Besitz einer Stiftungsurkunde der Muttergesellschaft, seine Loge war deshalb nur eine inoffizielle und darüber hinaus von kurzer Lebensdauer. 1884 rief Wilhelm Hübbe Schleiden, mit einer von Olcott ausgestellten Charta, die Loge Germania ins Leben, die erste offizielle Loge der TG im deutschsprachigen Raum. Auch dieser Loge war kein langes Leben beschieden, doch gingen von ihr wichtige Impulse für die Verbreitung der Theosophie aus. Die Deutsche Theosophische Gesellschaft (D.T.G.), die 1894 in Erscheinung trat, entschied sich beim Schisma von 1895 der Adyar-TG zu folgen. In dieser D.T.G. wurde am 17. Januar 1902 auch Rudolf Steiner Mitglied und Sekretär der Loge. Durch Zusammenschluss mit weiteren deutschen Logen entstand daraus die Deutsche Sektion der Theosophischen Gesellschaft (DSdTG) mit Steiner als Generalsekretär. Meinungsverschiedenheiten mit Besant und die Ablehnung des Order of the Star in the East führten dazu, dass Steiner 1912/13 die Anthroposophische Gesellschaft gründete und damit der Adyar-TG den Rücken kehrte – eine Abspaltung unter vielen. Von dieser Spaltung erholte sich die DSdTG nie mehr, sie spielte seitdem nur mehr eine untergeordnete Rolle. Von einer Unterbrechung während des Ersten Weltkrieges und dem Verbot durch den Reichsführer SS vom 20. Juli 1937 bis 1945 abgesehen, besteht die DSdTG bis heute. Aktuell sind acht Logen in Betrieb – Berlin, Bremen, Düsseldorf, 2 × Hamburg, Hannover, Lebach und München.

#### Österreich
In Österreich rief Friedrich Eckstein im Jahre 1887 in Wien die erste offizielle theosophische Loge ins Leben, die beim Schisma von 1895 ebenfalls der Adyar-TG folgte. Hauptsächlich in Wien, aber auch anderen österreichischen Städten entstanden langsam weitere theosophische Logen, diese waren organisatorisch seit 1902 der von Steiner geführten DSdTG in Deutschland angeschlossen. Als sich Steiner mit seiner Anthroposophischen Gesellschaft verselbständigte, bildeten die österreichischen Logen 1912/13 eine eigene österreichische Sektion. 1913 gab es 101 eingetragene Mitglieder, die in mindestens sieben Logen organisiert waren, im Jahr 1920 waren es 311 Mitglieder in 13 Logen. Die 1920er- und die erste Hälfte der 1930er-Jahre bildeten dann die Blütezeit der Adyar-Theosophie in Österreich mit 24 Logen. Nach dem Anschluss an Nazi-Deutschland 1938 verboten, war während der Kriegszeit nur eine sehr bescheidene Tätigkeit in Form von „Kaffeekränzchen“ möglich. Nach dem Krieg kam die Adyar-Theosophie in Österreich nicht mehr richtig in Schwung, zusätzlich konnte sich die Anthroposophie als starke Konkurrenz wesentlich besser etablieren. Derzeit (2007) existiert eine Loge in Graz sowie Gruppen in Wien und Linz, eine österreichische Sektion gibt es nicht mehr.

#### Schweiz
Auch in der Schweiz entstanden um die Jahrhundertwende (19./20.) die ersten theosophischen Logen, deren sieben sich 1910 in Genf zur Schweizer Sektion der Adyar-TG zusammenschlossen. Gab es 1967 noch Studiengruppen in mehr als einem halben Dutzend Schweizer Städten, so konzentrierte sich die Tätigkeit seit 1980 zunehmend mehr allein auf Genf, wo die Gesellschaft bis heute ihren nationalen Sitz mit Hörsaal und Bibliothek hat.
Ende der 80er Jahre gab es allerdings weniger als 100 Mitglieder, in weniger als zwei Logen, weshalb die Schweiz nach einer Weile den ‘Organ-Status einer Sektion’ verlor und lediglich als ‘Präsidial-Agentur’, mit einem vom internationalen Präsidenten bestellten Schweizer ‘Präsidial-Agenten’ anerkannt ist. Seit 2016 findet aber von Wädenswil (Kanton Zürich) ausgehend, eine Art 'Relaunch' für die deutschsprachige Schweiz statt.
Heute (2022) gibt es in der gesamten Schweiz nur noch eine Loge, mit derzeit 15 Mitgliedern, in Wädenswil bei Zürich, und etwa fünf Studien-Gruppen, eine in Graubünden, zwei im Tessin (Ascona und Lugano), zwei in der Westschweiz (Genf und Lausanne) mit insgesamt rund 20 aktiven Mitgliedern.

## Spaltungen/Trennungen von der Adyar-TG
Eine Liste von Organisationen, welche sich teils im Streit, teils in Freundschaft von der Adyar-TG getrennt haben. Angeführt sind nur Gesellschaften, die sich zumindest zu einem wesentlichen Teil mit theosophischen Themen beschäftigen (oder vorgeben, dies zu tun). Es handelt sich hier also im weitesten Sinne um Theosophische Gesellschaften. Nicht angeführt sind die zahlreichen Gruppen, wo theosophischer Einfluss zwar vorhanden war/ist, der Schwerpunkt aber dann im Bereich Buddhismus, Rosenkreuzer, Freimaurerei, Neugeist oder New Age lag.
(Diese Aufstellung ist unvollständig. Insbesondere vor 1930 gab es eine Reihe weiterer Abspaltungen. Bitte um Ergänzung.) 
| - 1884 Hermetic Society - 1887/89 Esoteric Theosophical Society of America und Gnostic Lodge - 1895 Theosophische Gesellschaft in Amerika Spaltung der TG in TGinA einerseits und Adyar-TG andererseits - 1909 Quest Society - 1913 Anthroposophische Gesellschaft - 1920 Agni Yoga - 1921/23 Arkanschule (siehe Alice Bailey) - 1923 Buddhist Society | - 1924 Blavatsky Association - 1957 Neue Akropolis - 1983 Astrological Lodge of London - 1984 Ausschluss der Jugoslawischen Sektion - 1989 Austritt/Ausschluss der dänischen Sektion - 1992 Edmonton Theosophical Society und Theosophical Society in Canada: Die Edmonton Theosophical Society (Theosophische Gesellschaft Edmonton) ist eine unabhängige theosophische Organisation in Kanada. Sie wurde 1911 gegründet, war ab 1919 Teil der kanadischen Sektion der Theosophischen Gesellschaft Adyar (Adyar-TG) und 1992 mit der Theosophical Society in Canada (TS in Canada) unabhängig. 1995 trennte sich die Edmonton TS von der TS in Canada und ist seitdem völlig autonom. - 1993 Theosophical Society in Boston, hervorgegangen aus der 1922 gegründeten Loge in Boston |

## Vorfeld- und Nebenorganisationen
Von der Adyar-TG selbst, oder ihr angehörenden Mitgliedern, wurden im Laufe der Zeit eine Reihe von selbständigen Organisationen ins Leben gerufen. Der Zweck bzw. die Idee dahinter war, die praktischen und moralischen Konsequenzen der Theosophie in die Tat umzusetzen. Durch dieses Tun eine größere Zahl von Menschen in theosophischem Sinne anzusprechen, mag ein weiterer Grund gewesen sein. Im Gegensatz zur Theosophischen Gesellschaft in Amerika, welche die soziale Praxis in ihre Organisation integrierte, wählte die Adyar-TG den wesentlich erfolgreicheren Weg, dafür separate Gesellschaften ins Leben zu rufen. Diese Organisationen nahmen meist erzieherische oder soziale Aufgaben wahr, andere widmeten sich Rosenkreuzerischen oder Freimaurerischen Themen. In der Regel waren die meisten Gesellschaften, trotz autonomer Gebarung, von der Adyar-TG kontrolliert bzw. wesentlich beeinflusst. Einige Gesellschaften, wie die Liberalkatholische Kirche oder Kalakshetra, emanzipierten sich später von der Adyar-TG, sind heute unabhängig, pflegen jedoch weiterhin freundschaftliche Kontakte.
- 1895 Hindu Boys Association – eine Schulgründungs- und -betreiberorganisation
- 1895 Lotus Circle for Children – ein Kinderprogramm
- 1898 Central Hindu College, ab 1916 Banaras Hindu University
- 1898 Order of the Round Table – eine Kinder- und Jugendorganisation
- 1908 Theosophical Order of Service – eine Hilfsorganisation
- 1910 Order of the Rising Sun, ab 1911 Order of the Star in the East
- 1912 Order of the Temple of the Rosy Cross
- 1913 Theosophical Educational Trust – eine Schulgründungs- und -betreiberorganisation
- 1915 Theosophical Fraternity in Education – eine reformpädagogische Gruppierung
- 1915 All-India Home Rule League – eine politische Gruppe zur Förderung der indischen Unabhängigkeit
- 1916 Young Men’s Indian Association
- 1916 Liberalkatholische Kirche
- 1917 Women’s Indian Association – eine Frauenrechtsbewegung
- 1919 League of Parents and Teachers – Gesellschaft zur Eltern- und Lehrerausbildung
- ca. 1920 Guild of the Citizens of Tomorrow
- 1921 New Education Fellowship (seit 1966 World Education Fellowship) – eine Schulgründungs- und -betreiberorganisation
- 1922 Brahmavidya Asrama – eine spirituelle Schule
- 1923 Federation of Young Theosophists – Theosophische Gesellschaft für unter 35-jährige
- 1927 Theosophical World University
- 1936 Kalakshetra Foundation
- 1974 Blavatsky Trust – Publikations- und Informationsgruppe zur Aufarbeitung der theosophischen Geschichte und Verbreitung von Literatur
- ca. 1980 Olcott Education Society – Betreibergesellschaft von Schulen, Herbergen, Ausbildungsstätten und sozialen Einrichtungen
- 2001 Grand Lodge of Freemasonry for Men and Women
- 2002 Eastern Order of International Co-Freemasonry

## Organisation, Verbreitung und Bedeutung

### Organisation

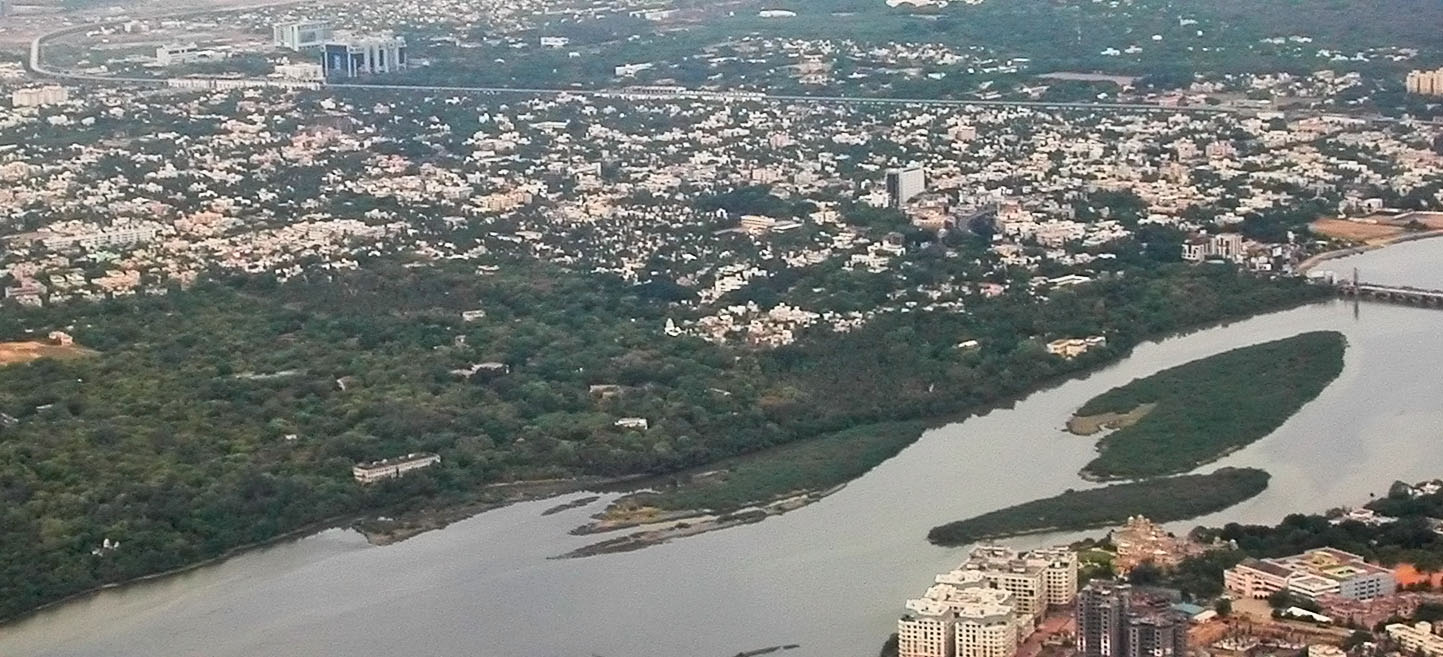
Blick auf Adyar,
die Waldflächen am linken Ufer gehören zur Adyar-TG

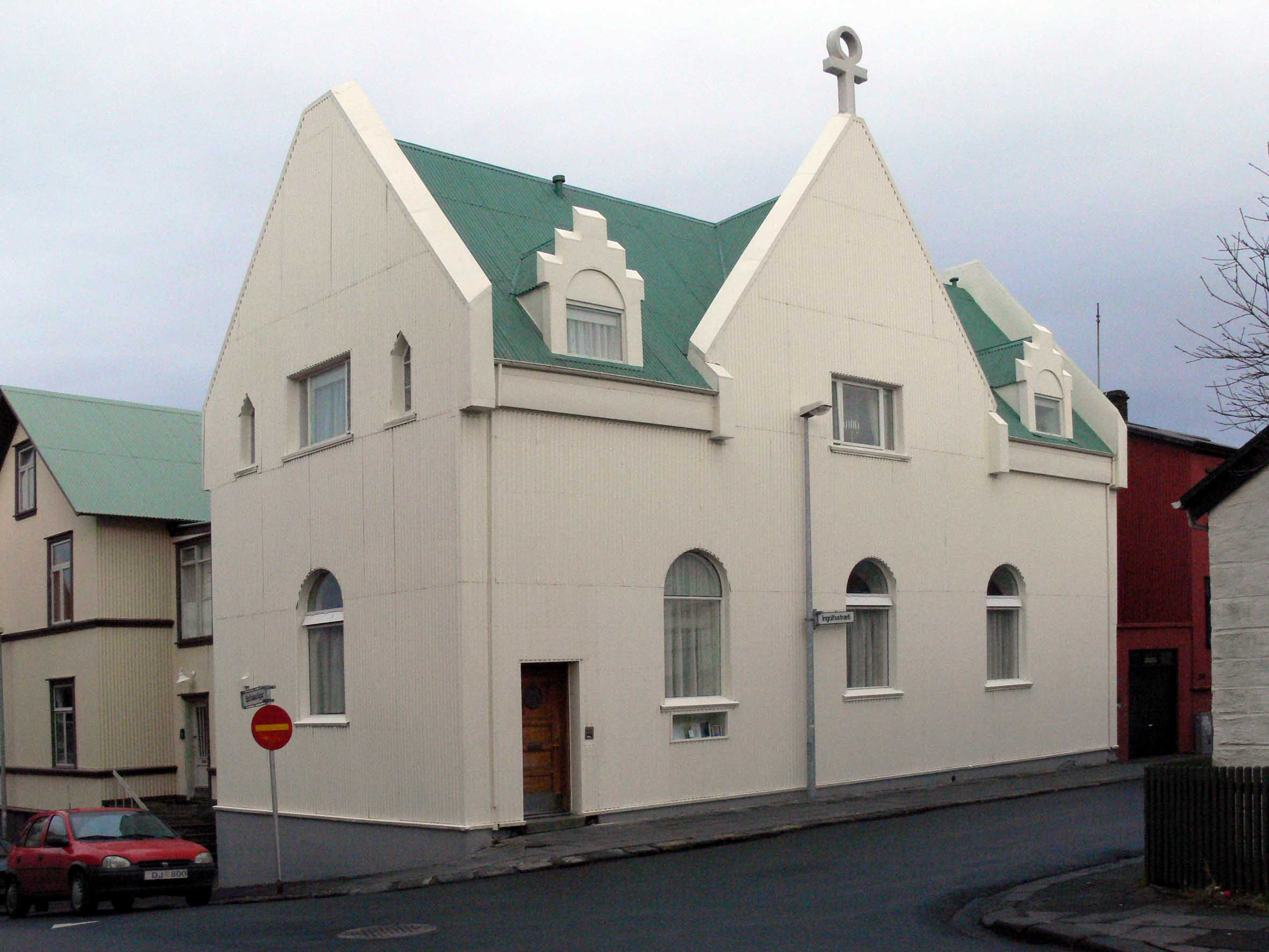
Das Gebäude der Adyar-TG in Reykjavík, Island

Die Organisation der Adyar-TG ist hierarchisch auf dem demokratischen Prinzip der Gewaltenteilung aufgebaut. Dabei spielen die Zahlen Drei und Sieben, welche als heilig gelten, eine besondere Rolle.
- Das Einzelmitglied muss als einzige Voraussetzung einer Mitgliedschaft in der Adyar-TG die drei Ziele (siehe Kapitel Ziele) anerkennen. Irgendwelche Eide, wie manchmal  behauptet, gibt es nicht, ein solcher ist allerdings in der Esoterischen Sektion zu leisten. Ein Mitgliedsbeitrag ist obligatorisch.
  - Die Gruppe (Zentrum), als kleinste Einheit, besteht aus mindestens 3 Einzelmitgliedern. Theoretisch kann die Gruppe beliebig viele Mitglieder zählen, üblich ist jedoch, ab 7 Mitgliedern eine Loge zu bilden.
  - Die Loge (Zweig) besteht aus mindestens 7 Einzelmitgliedern. Zu ihrer Gründung bedarf es einer Stiftungsurkunde (Charta), die vom Präsidenten der Adyar-TG unterzeichnet wird. Ähnlich wie bei einem Verein, gibt es einen gewählten Sekretär (Leiter), Schriftführer und Kassier.
    - Eine Sektion (Landesgesellschaft) kann gebildet werden, sobald sich in einem Land mindestens 7 Logen etabliert haben, sie kann zusätzlich beliebig viele Gruppen und Einzelmitglieder beinhalten. Pro Land (z. B. Deutschland, Österreich, Schweiz usw.) kann es aber nur eine Sektion geben. Wie bei der Loge bedarf es zur Gründung einer Sektion einer Stiftungsurkunde. Den Sektionen stehen als Exekutive der gewählte Generalsekretär (Vorstand) vor, unterstützt von Stellvertreter, Schriftführer, Kassier und 4 Beisitzern. Alle 3 Jahre hält jede Sektion während der alljährlichen Sommerschule eine Generalversammlung ab. An dieser, die Legislative bildenden Versammlung, sind alle Mitglieder der jeweiligen Sektion teilnahmeberechtigt. Länder, in denen es aufgrund zu weniger Mitglieder keine Sektionen gibt, bilden einen Regionalverband (z. B. Österreich) oder eine Präsidentialrepräsentanz (z. B. Schweiz).
      - Die Föderation ist ein freiwilliger Zusammenschluss der Sektionen eines Kontinents (z. B. Europäische Föderation, Indo-Pazifische Föderation usw.). Regionalverbände und Präsidentialrepräsentanzen können aber ebenso Mitglied in der Föderation sein. Die Exekutive bildet der auf 3 Jahre gewählte Vorsitzende, ihm stehen Stellvertreter, Schriftführer, Kassier und 6 Beisitzer zur Seite. Der jährlich tagende Rat (z. B. Europäischer Rat), der aus den Generalsekretären der Sektionen besteht, übt die Legislative aus.
        - Der Internationale Vorstand unter der Führung des auf 7 Jahre gewählten Präsidenten, übt die Leitung der gesamten Adyar-TG aus, wobei der Vorstand nur einmal jährlich zusammentritt. Die Exekutive übernimmt neben dem Präsidenten sein Stellvertreter mit Schriftführer, Kassier und 7 bis 10 Beisitzern. Die Legislative wird durch den Generalrat ausgeübt, der aus allen Generalsekretären weltweit sowie 12 gewählten Beisitzern besteht und jährlich tagt. Da nicht alle Generalsekretäre und sonstigen Funktionäre jedes Jahr zu den Tagungen nach Indien fahren wollen oder können, findet zu wichtigen Themen eine briefliche Abstimmung statt.

In alle genannten Funktionen kann immer nur ein Mitglied der Adyar-TG gewählt werden, Außenstehenden ist nur die kostenlose Teilnahme an meist themenbezogenen Studiengruppen, Vorträgen oder Abendgesprächen möglich. Alle Gruppen, Logen usw. sind in ihren inneren Angelegenheiten autonom, doch dürfen ihre Statuten nicht in Widerspruch zu den Satzungen der Zentrale stehen.
Die Theosophical Society in America (Theosophische Gesellschaft in Amerika) ist eine Sektion der Adyar-TG und integraler Bestandteil derselben. Sie ist nicht mit der gleichnamigen Theosophischen Gesellschaft in Amerika zu verwechseln. Letztere entstand 1895 aus der Spaltung infolge der Judge Case, führte diesen Namen aber nur von 1895 bis 1898 und nennt sich heute Theosophische Gesellschaft Pasadena.

### Verbreitung
Von internen Streitigkeiten und Skandalen abgesehen, welche die Adyar-TG die meisten Mitglieder kostete, gab es auch bedingt durch politische Sanktionen eine Reihe von Rückschlägen. 1919 wurde die Theosophie in Russland durch die Bolschewiki verboten und alle Logen aufgelöst. Im Jahr 1937 von der Gestapo in ganz Nazideutschland untersagt, folgte durch den Zweiten Weltkrieg eine Ausweitung des Theosophieverbotes in den deutschbesetzten Gebieten. Dadurch kam der Großteil der europäischen Logen zum Erliegen, zudem Mussolini die Theosophie 1939 in Italien verboten hatte. Nach 1945 bis etwa 1990 war in den Ländern des ehemaligen Ostblocks keine Theosophie erlaubt. Erst seit Anfang der 1990er-Jahre kommt es hier zu einer zaghaften Wiederbelebung.
Derzeit ist die Adyar-TG in mehr als 60 Ländern weltweit mit eigenen Logen oder Sektionen aktiv. In Deutschland zählte die Vereinigung im Jahr 2003 geschätzt etwa 160 Mitglieder.

### Einfluss und Bedeutung
Die Überwindung des Kolonialismus in Südasien und die darauf folgende Unabhängigkeit Indiens und Sri Lankas ist wesentlich auf das Wirken der Adyar-TG zurückzuführen. Die Wiederbelebung und Wertschätzung der buddhistischen und hinduistischen Kultur durch die Theosophen stärkte das Selbstbewusstsein der Südasiatischen Völker und machte den Wert der eigenen Tradition bewusst. Gandhi, Nehru und Tilak erhielten durch die Theosophie entscheidende Impulse und arbeiteten in ihrem Bemühen jahrzehntelang mit Theosophen zusammen.
Die Verbreitung östlichen Gedankengutes durch die Adyar-TG im Westen leistete Vermittlerdienste zwischen den Kulturen und trug beispielsweise zur Verbreitung des Buddhismus oder Yoga im Westen bei. Ein Großteil der modernen westlichen Esoterik ist direkt oder indirekt von der Theosophie beeinflusst. Ebenso erhielten die Reformpädagogik, Frauenbewegung und der Feminismus wichtige Anstöße seitens der Theosophie und waren Theosophen in diese Bewegungen involviert. Maria Montessori lebte mehrere Jahre in Adyar, wo George Arundale ihr während des Zweiten Weltkrieges Freistatt und Aufgabe bot.
Bedeutende Künstler wie Wassily Kandinsky, Piet Mondrian oder Alexander Scriabin waren von der Theosophie beeinflusst. Für Dichter und Schriftsteller wie William Butler Yeats, James Joyce, George William Russell, Henry Miller oder Lyman Frank Baum war die Theosophie Anregung.

## Ziele
Die Ziele der Theosophischen Gesellschaft wandelten sich im Laufe der Zeit mehrmals, die heutige Form für die Adyar-TG lautet:
- To form a nucleus of the Universal Brotherhood of Humanity, without distinction of race, creed, sex, caste or color.
  - Einen Kern der allumfassenden Bruderschaft der Menschheit zu bilden, ohne Unterschied von Rasse, Glauben, Geschlecht, des Standes oder der Hautfarbe.
- To encourage the study of Comparative Religion, Philosophy and Science.
  - Zum vergleichenden Studium von Religion, Philosophie und Wissenschaft anzuregen.
- To investigate unexplained laws of Nature and the powers latent in man.[5]
  - Noch ungeklärte Naturgesetze und die im Menschen verborgenen Kräfte zu erforschen.[6]

Am 23. Dezember 1924 (erneuert am 25. Dezember 1996) gab der Generalrat unter der Leitung Annie Besants eine Erklärung ab, „daß die Mitglieder der Gesellschaft an keine Lehrmeinung oder Anschauung, von wem immer sie auch stammen mag, in irgend einer Weise gebunden sind. […] Jedes Mitglied hat volles Recht, sich beliebigen Lehrern und beliebigen Schulen des Denkens nach freier Wahl anzuschließen, aber es hat kein Recht, seine Wahl anderen Mitgliedern aufzuzwingen. Weder die Kandidaten für die Ämter der Gesellschaft noch ihre Wähler dürfen wegen der Anschauungen, die sie vertreten, oder wegen der Zugehörigkeit zu irgend einer Schule des Geistes vom aktiven oder passiven Wahlrecht ausgeschlossen werden.“

## Lehre
Infolge der wechselvollen Geschichte der Adyar-TG, sowie der Mitwirkung intellektuell höchst unterschiedlicher Persönlichkeiten, ist das Lehrgebäude der Adyar-TG das komplexeste und differenzierteste aller TGs und am schwierigsten einzugrenzen. An zentraler Stelle steht natürlich das Werk Helena Blavatskys, doch Olcott, Besant, Leadbeater, Sinnett, Jinarajadasa oder Hodson, um nur wenige zu nennen, zählen mit ihrem umfangreichen Œuvre ebenso zum Standardrepertoire der Adyar-theosophischen Literatur.
Die Adyar-TG sieht sich selbst keinesfalls als Religion, sie behauptet vielmehr, die Wahrheiten und Übereinstimmungen, die in allen Religionen vorhanden sind, erforschen zu wollen. Von daher lautet die theosophische Maxime Keine Religion ist höher als die Wahrheit. Theosophen versuchen also, durch das Studium von religiöser, philosophischer und wissenschaftlicher Literatur (siehe Ziel Nr. 2) der Wahrheit näherzukommen und damit einhergehend eine persönliche Vervollkommnung respektive spirituelle Höherentwicklung zu erreichen, ähnlich dem Jnana Yoga.
Vor allem buddhistische, hinduistische und christliche Elemente bestimmen die theosophische Philosophie. Neben neuplatonischen oder gnostischen Themen hat auch Yoga, Hermetik, Kabbala oder Astrologie ihren Platz und werden Fragen zum aktuellen Mainstream, moderner Esoterik oder Interreligiöser Dialog diskutiert.

## Kritik
In der Regel wird die Adyar-TG von Kritikern nicht als eigenständige Organisation betrachtet und bewertet, sondern die Theosophie bzw. die Theosophische Bewegung als Ganzes kritisiert. Manche Einschätzung fußt daher auf Adyar-TG fremder und von ihr abgelehnter Literatur, wie z. B. jener von Alice Bailey, wodurch eine gewisse Unschärfe der Vorwürfe unvermeidbar ist. Dabei kommt Kritik praktisch ausschließlich aus kirchlichen Kreisen.
- Die Evangelische Informationsstelle bemängelt, dass „Der theosophische Entwicklungsgedanke […] genau wie der gleichzeitige Sozialdarwinismus eine Tendenz zum Rassismus hin [zeigt].“[8]
- Die katholische Theologie bemerkt, „Die Lehre der Theosoph. Gesellschaft wurde 1919 […] vom Lehramt als mit dem kath. Glauben unvereinbar verurteilt.“[9]

### Geschichte
- Die Theosophische Bewegung 1875–1925 (englisch)
- Die Theosophische Bewegung 1875–1950 (englisch)
- Historischer Rückblick der Adyar-TG von 1875 bis 1907 (englisch)
- Historischer Rückblick der Adyar-TG seit 1907 (englisch)
- Artikel und Links zur theosophischen Geschichte (englisch)
- Artikel und Links zur theosophischen Geschichte (englisch)

### Websites der Adyar-TG
- Schweizer Repräsentanz
- Österreichische Repräsentanz
- Deutsche Repräsentanz